# Dawka progowa
Dawka progowa (łac. dosis minima, DM) – graniczna ilość substancji, lub promieniowania jonizującego, wywołująca pierwsze dostrzegalne zmiany w organizmie. Wyznacza ona próg działania toksycznego danej substancji i jest podstawą do określania wartości tzw. najwyższych dopuszczalnych stężeń (NDS) związków chemicznych i limitów promieniowania w środowisku, czyli stężeń substancji, które nie powinny wywierać żadnego ujemnego wpływu na organizmy żywe przez wiele lat działania.